# Sülfeld
Sülfeld est une commune d'Allemagne située dans l'arrondissement de Segeberg dans le Schleswig-Holstein. Elle avait une population de 3 369 habitants au 31 décembre 2008 et regroupe les localités de Borstel (connue par son manoir de Borstel), Petersfelde, Sülfeld et Tönningstedt.

## Histoire
L'église de Sülfeld a été mentionnée pour la première fois dans un document officiel en 1207.

Situation de Sülfeld